# Spitzrabau
Der Spitzrabau ist eine lokale Sorte des Kulturapfels (Malus domestica). Häufig wurde die Sorte auch unter Spitze Graue und Spitzrenette genannt.

## Geschichte
Die Sorte ist als reine lokale Sorte im pomologischen Sinne nie beschrieben worden. Sie wurde jedoch 1915 im Obstsortiment für die Region Starkenburg empfohlen. Nach langen Jahren als verschollen geltend, wurde der Spitzrabau im Jahr 2008 in Obstausstellungen in Neckargemünd und Nieder-Kinzig wieder aufgefunden. Mittlerweile ist die Sorte wieder in einzelnen lokalen Baumschulen erhältlich. Der Spitzrabau war Hessische Lokalsorte des Jahres 2012. Im Zug der Bekanntmachung und Erhaltung der Sorte wurde von der Künstlergruppe Artelino 2013 im Hessenpark Neu-Anspach ein Setzling gegenüber der Synagoge Groß-Umstadt als typisch hessischer Obstbaum gepflanzt.

## Beschreibung
Die Frucht ist mit ihrer typischen Form recht auffällig und bildet mit ungleichmäßigen Seiten einen spitzen, mittelgroßen Apfel. Die glatte Schale ist strohgelb und orangerot gestreift, Lentizellen treten nur vereinzelt auf. Der Apfel hat keinen Geruch und eine druckfeste Schale. Das Fruchtfleisch ist grün bis gelblich-weiß, mittelfest, süßsäuerlich und ohne besonderes Aroma.

## Verwendung
Im Lager welkt die Sorte sehr stark, und das Fruchtfleisch wird mürbe, so dass eine direkte Nutzung zum Backen, für Apfelmus oder als Mostapfel erfolgt. Nur bei guter Lagerung ist er als Tafelapfel annehmbar.

## Anbau
Die Sorte ist durch ihre Anspruchslosigkeit bezüglich Boden und Klima für mittlere bis raue Lagen des Odenwaldes geeignet. Der Spitzrabau ist sehr robust, und es sind sogar einige Bäume bekannt, die (im Jahr 2013) über hundert Jahre alt sind (Gemarkung Lauten-Weschnitz). Der Baum ist starkwüchsig und bildet große, hohe Kronen aus. Ein regelmäßiger Erziehungsschnitt ist notwendig und ein moderater Erhaltungsschnitt ist zu empfehlen. Trotz der Neigung zur Alternanz ist der Ertrag zuverlässig und hoch. Die Äpfel reifen Ende September bis Anfang Oktober, die Genussreife ist bereits im Oktober und November erreicht. Die Haltbarkeit auf dem Lager ist durch die starke Welke nur bis Ende Februar zu empfehlen.